# Emma Laird

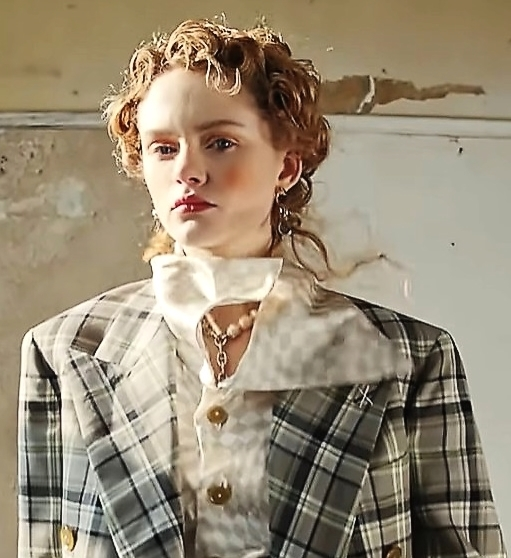
Emma Laird

Emma Laird (* 8. September 1998 in Schottland) ist eine britische Schauspielerin.

## Leben und Karriere
Laird wuchs in Chesterfield auf. Sie besuchte die Tupton Hall School. Seit ihrem 18. Lebensjahr arbeitet sie als Model. 2019 machte sie Werbung für die Marke Pandora. Anschließend studierte sie an der New York Film Academy. Ihr Debüt gab sie 2018 in dem Kurzfilm From Life. Von 2021 bis 2024 bekam sie in der Serie Mayor of Kingstown eine Hauptrolle. 2023 trat sie in der Serie The Crowded Room auf. Im selben Jahr wurde Laird für den Film A Haunting in Venice gecastet. 2024 spielte sie in dem Film Der Brutalist mit.

## Filmografie
Filme
- 2018: From Life
- 2019: In Conversation With a Goddess
- 2023: A Haunting in Venice
- 2024: Der Brutalist (The Brutalist)
- 2025: Satisfaction
- 2025: 28 Years Later

Fernsehserien
- 2021–2024: Mayor of Kingstown
- 2023: The Crowded Room